# Potencial Galvani
En electroquímica, el Potencial Galvani  (conegut també com a potencial intern) defineix la diferència de potencial elèctric intern entre dues fases. El potencial Galvani d'una fase és tant més gran, com més gran és la tendència dels electrons de les partícules en sortir d'ella.
Un exemple del Potencial Galvani és la diferència de potencial elèctric intern d'un elèctrode (sòlid) i el potencial elèctric intern d'un electròlit (líquid). El  potencial intern és el potencial que s'entén en un punt dins de la fase, no en els límits d'una transició de fase.
Juntament amb el potencial Volta que és la diferència de potencial que resulta entre les diferències de potencial elèctric extern de dues fases. El potencial elèctric extern és degut a les càrregues en excés  de signe oposat en els límits de fase.
Són els diferents tipus de diferències de potencial que es produeixen dins les reaccion d'una Cel·la galvànica.
El nom és en honor del metge italià Luigi Galvani.
El potencial de Galvani, en principi, és mesurable només entre les fases dels propis components.